# Алекс Лотер
Алекс Лотер (англ. Alex Lawther) (нар. 4 травня 1995) — англійський актор, найбільше відомий завдяки ролі молодого Алана Тюрінга у фільмі Гра в імітацію (2014), за яку він отримав Премію кола критиків Лондона як Найкращий молодий британський актор року. Також він зіграв головну роль в епізоді «Заціпся і танцюй» науково-фантастичного телесеріалу-антології Чорне дзеркало та головну роль у телесеріалі Кінець ї***ого світу.

## Біографія
Лотер народився у місті Петерсфілд у Гемпширі і був найменшим із трьох дітей у сім'ї. Бажання стати актором з'явилося у нього в дитинстві, коли він змушений був вигадувати власні ігри, аби розважити себе. Його батьки працюють в юриспруденції, брат Кемерон — кінопродюсер, а сестра Еллі працює на державній службі.
У 2009 році Лотер написав та поставив власну п'єсу в рамках участі у драматургічному гуртку в Черчерському коледжі. У школі Лотер зіграв роль Щура у п'єсі Вітер у верболозі. У старшій школі він не вивчав драматургію. До свого професійного акторського дебюту він вивчав історію у Кінгс-коледжі.

## Кар'єра
Професійний дебют Лотера відбувся у 16 років, коли він виконав роль Джона Блекмора у п'єсі Девіда Гера Саут-Даунс. Перша участь у кіно для Лотера випала на оскароносну стрічку Гра в імітацію (2014). За роль у цьому фільмі він отримав Премію Кола критиків Лондона як Найкращий молодий британський актор року. У 2015 році він виконав роль другого плану у популярному фільмі про дорослішання X+Y. У 2016 Лотер вперше отримав головну роль — роль Еліота у фільмі Відправлення режисера Ендрю Стеґґлза, де разом з ним грала Джульєтта Стівенсон.
Також у 2016 році Лотер виконав роль Кенні — головного героя епізоду «Заціпся і танцюй» британського науково-фантастичного телесеріалу-антології Чорне дзеркало. Критики розійшлися в оцінках епізоду, проте високо оцінили гру Лотера. У 2017 році він зіграв протагоніста у серіалі Кінець ї***ого світу, ця роль також принесла йому визнання критиків.

## Визнання
Акторські здібності Лотера високо оцінила дама Меггі Сміт, зазначивши, що «більшість із нас витратила усе своє життя, намагаючись зробити те, чого ти досяг». Також Лотера порівнюють із актором Беном Вішоу, якого сам Лотер називає своїм кумиром.

## Особисте життя
Лотер часто плаває на каяках у містечку Кемден-Лок у вільний час. Намагається витрачати більшість своїх грошей на книжки, театр та кіно.
Лоутер перестав користуватися соціальними мережами, оскільки почав брати на себе більш гучні ролі і вважає себе "технофобом".  Він називає себе політично лівим і загалом намагається уникати обговорення свого приватного життя, коли це можливо.  Він вважає, що його найбільшими натхненниками як актора були Бен Вішоу, Саллі Хокінс та Ендрю Скотт.
Лоутер з юних років був франкофілом і шанувальником французького кінематографа. Він вільно розмовляє французькою мовою і ділить свій час між Парижем і Лондоном.

## Фільмографія

### Кіно
| Рік  | Фільм                             | Роль                   | Примітки |
| ---- | --------------------------------- | ---------------------- | --- |
| 2013 | Бенджамін Бріттен: Мир і Конфлікт | Бенджамін Бріттен      | Документальна драма |
| 2014 | Гра в Імітацію                    | Молодий Алан Тюрінг    | Премія Кола критиків Лондона — Найкращий молодий британський актор року Номінація Лондонського кінофестивалю — Найкращий британський новачок |
| 2014 | X+Y                               | Айзек Купер            | |
| 2016 | Відправлення                      | Еліот                  | |
| 2017 | Шоу виродків                      | Біллі Блум             | |
| 2017 | Прощавай, Крістофер Робін         | Старий Крістофер Робін | |
| 2018 | Історії примар                    | Саймон Ріфкінд         | |
| 2019 | Перекладачі                       | Алекс Ґудман           | |
| 2021 | Французький вісник                | Морізо                 | |
| 2021 | Остання дуель                     | Карл VI Божевільний    | |

### Телебачення
| Рік       | Телесеріал           | Роль             | Примітки                   |
| --------- | -------------------- | ---------------- | -------------------------- |
| 2014      | Шпиталь Голбі Сіті   | Фред Бамбер      | 1 епізод                   |
| 2016      | Чорне дзеркало       | Кенні            | Епізод: «Заціпся і танцюй» |
| 2017      | Різанина             | Волонтер: Джозеф | художньо-документальний    |
| 2017—2019 | Кінець ї***ого світу | Джеймс           | головна роль; 16 епізодів  |
| 2017      | Говардз Енд          | Тіббі            | Мінісеріал                 |
| 2021—2022 | Совиний Дім          | Філіп Віттебане  | озвучення; 4 епізоди       |
| 2022      | Андор                | Каріс Немік      | 4 епізоди                  |
| 2025      | Чужий: Земля         | Сі Джей          |                            |

### Театр
| Рік  | Назва                  | Роль         | Театр                          |
| ---- | ---------------------- | ------------ | ------------------------------ |
| 2011 | Саут-Даунс             | Джон Блекмор | Театр Чічестерського фестивалю |
| 2012 | Саут-Даунс             | Джон Блекмор | Театр Гарольда Пінтера         |
| 2013 | Лінії розлому          | Раян         | Театр Гемпстеда                |
| 2014 | Скляна вечеря          | Джеймі       | Театр Гемпстеда                |
| 2015 | Crushed Shells and Mud | Дерек        | Театр Саутворк                 |
| 2017 | Джунглі                | N/A          | Янг Вік                        |

### Радіо
| Рік  | Назва                  | Роль         | Примітки    |
| ---- | ---------------------- | ------------ | ----------- |
| 2013 | Саут-Даунс             | Джон Блекмор |             |
| 2014 | Як правильно прощатися | Тобі         |             |
| 2014 | Веди мене, Амадею      | Чарлі        | BBC Radio 4 |
| 2015 | Зниження і падіння     | Пітер        |             |